# Композиция VII
«Композиция VII» — абстрактная картина русского художника Василия Кандинского, написанная в ноябре 1913 года в Мюнхене, Бавария и хранящаяся в Третьяковской галерее в Москве. Единогласно считается шедевром художника периода до Первой мировой войны.

## Описание
Композиция VII — произведение монументального формата (200,6×302,2 см), исполнение которого было особенно долгим и сложным, занимавшим большую часть 1913 года. Сохранились многочисленные акварели, рисунки и эскизы, а также шесть этюдов более крупных картин маслом. Однако, по свидетельству художницы Габриэле Мюнтер, тогдашней партнёрши художника, на её написание им понадобилось всего четыре дня, с 25 по 28 ноября 1913 года. Эта картина принадлежит к сокращенному корпусу из десяти написанных «композиций» Кандинский. Первые семь были написаны в период с января 1910 по ноябрь 1913 года в Мюнхене, восьмой — в 1923 году в Веймарском Баухаусе в Тюрингии, а девятый и десятый — в Париже (в 1936 и 1939 годах соответственно). К сожалению, первые три композиции , написанные в 1910 году и входившие в частные коллекции в Германии, были уничтожены во время Второй мировой войны . Сохранились лишь чёрно-белые фотографии и несколько эскизов.
В «Du Spirituel dans art» (опубликовано в декабре 1911 г.) Кандинский представил свои картины как принадлежащие к трем «жанрам»: "Впечатления ("прямые впечатления от «внешней природы»); Импровизации ( «главным образом бессознательные (…), а значит, впечатления „внутренней природы“»); и композиции («выражения, которые всегда формируются медленно… которые я возобновляю подробно и почти педантично после первых набросков»). Кандинский уточняет, что в "Композициях « „сознательное, намеренное, действенное имеют преобладающую роль“, хотя именно „чувство всегда побеждает“.
Композиция VII сохраняет глубокую связь с обеими предыдущими картинами: „Композицией V“ , завершённой 17 ноября 1911 года, и „Композицией VI“, завершённой 5 марта 1913 года. Сходство заключается не только в технике, но, прежде всего, в теме. Несмотря на свой явно абстрактный вид, три картины на самом деле разделяют, как указывал сам Кандинский, религиозные темы: воскрешение номера 5 и наводнение номера 6. Что касается номера 7, то общая тема — „Страшный суд“. Возможными источниками вдохновения для картины являются лубки (русские народные картины XVIII века) и малоизвестное произведение: „Страшный суд“ (1836—1839) Петра фон Корнелиуса, огромная фреска, написанная на алтаре церкви. Сент-Луиса в Мюнхене и который поэтому Кандинский знал довольно хорошо.

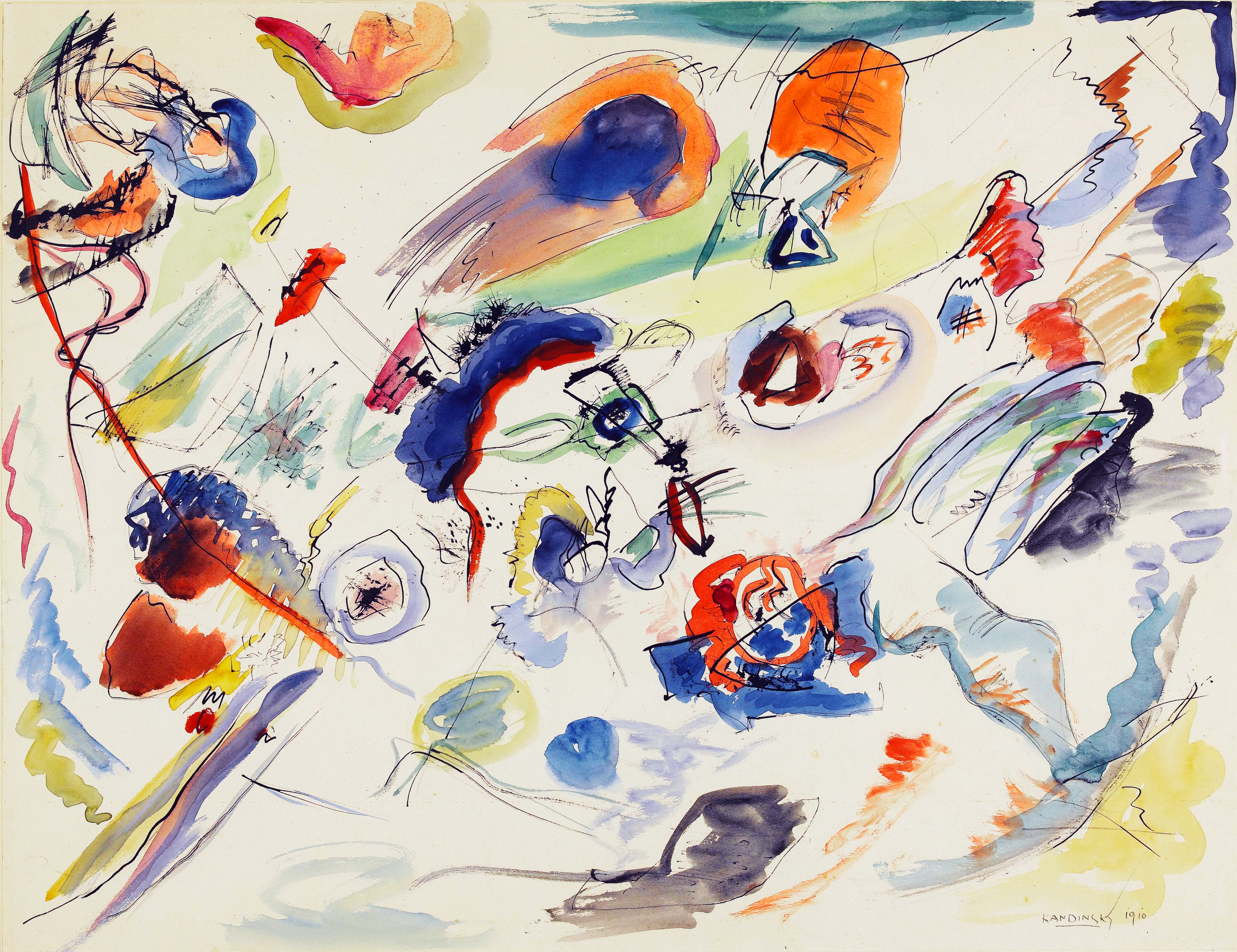
Василий Кандинский, 1913, Без названия (Этюд для композиции VII, первая абстракция), Национальный музей современного искусства, Национальный центр искусства и культуры Жоржа Помпиду, Париж (Франция)

Полотно типично для первого периода абстракционизма. Композиция по существу состоит из форм и цветов, которым приписывается автономное значение, то есть значение, не связанное с узнаваемыми событиями или объектами. Из разных источников русский художник берет основные формальные элементы своей „Композиции VII“: большой зелёно-чёрный подчёркнутый овал, а также неправильный черный прямоугольник в центре. Как это часто бывает в великих произведениях художника, общее впечатление — широкое обволакивающее движение от левого нижнего угла к правому верхнему, что создает динамизм и направляет элементы композиции. Это движение воплощает духовное стремление и обозначает искусство, особенно абстракцию, как средство здоровья в ущерб материализму того времени.
Наконец, что касается „Композиции VII“, разгорелся спор вокруг „Первой абстрактной акварели“, подписанной и датированной Кандинским „1913“. Филипп Серс хорошо обобщил эти дебаты и возникающие неопределенности. Несмотря на то, что художник заявил, что его первая абстрактная работа датирована 1911 годом, несколько историков (особенно Клаус Бриш, а с 1955 года и Кеннет Линдсей) пришли к выводу, что эта акварель, должно быть, была датирована раньше. Это, по их мнению, 1913 год, и они делают эскиз Композиции VII. Они основаны прежде всего на стилистических особенностях, подчеркивая, что среди работ Кандинского 1910 года нет такой степени абстракции. Филипп Серс утверждает, что картина датируется 1910 годом, что подтверждается показаниями Нины Кандински, вдовы художника. Центр Помпиду во Франции (который получил работы от вдовы художника Нины Кандинской в 1976 году) указывает дату как 1910 или 1913 год, хотя в тексте презентации музея выбрана вторая дата. Что касается Магдалены Домбровски, то она без колебаний датирует её 1913 годом. В своём каталоге она называет ее по-другому: „Без названия“ (Этюд к Композиции VII)».

## Интерпретация
Большой размер работы предполагает своеобразное «погружение» внутрь холста, некий эффект присутствия и сопричастности к происходящему. Художник приглашает не просто созерцать картину, но приобщиться к творческому процессу создания произведения: "Живопись — это грозовое столкновение разных миров, призванное создать новый мир через борьбу и посреди этой борьбы миров между собой. себя, что называется работой. Каждое произведение возникает технически, как возник космос: оно проходит через катастрофы, как хаотичный рев оркестра, выливающийся наконец в симфонию, имя которой — музыка сфер. Создание произведения — это творчество.
В этой работе художник использует совершенно абстрактный изобразительный язык, хотя и наполненный смыслом. Кандинский заявил, что его намерением было создать искусство, которое послужит духовным лекарством от больного и материалистического мира. Тема Композиции VII апокалиптическая, но в отличие от Композиции VI, характеризующейся страшными разрушительными волнами потопа, здесь как бы обнаруживается возможное возрождение хаотичной радости. Картина была интерпретирована как восторженный крик надежды, направленный против надвигающегося насилия Первой мировой войны, русской революции и Гражданской войны в России.

## История
Кандинский начал работать в центре левой части холста, начиная с этого ядра контрастными цветами, формами и секционированными линиями и чередуя плотные мазки с легкими нюансами. В некоторых местах короткие линии накапливаются, образуя полосы, а в других они располагаются параллельно или пересекаются, образуя небольшие сетки. Все элементы композиции распределены таким образом, что создают зоны переменной плотности.
Полотно поступило из Государственного музея нового западного искусства в Москве в Третьяковскую галерею в 1929 году и сейчас находится в здании на Крымском Валу.